# Johann Matthias Wurzer

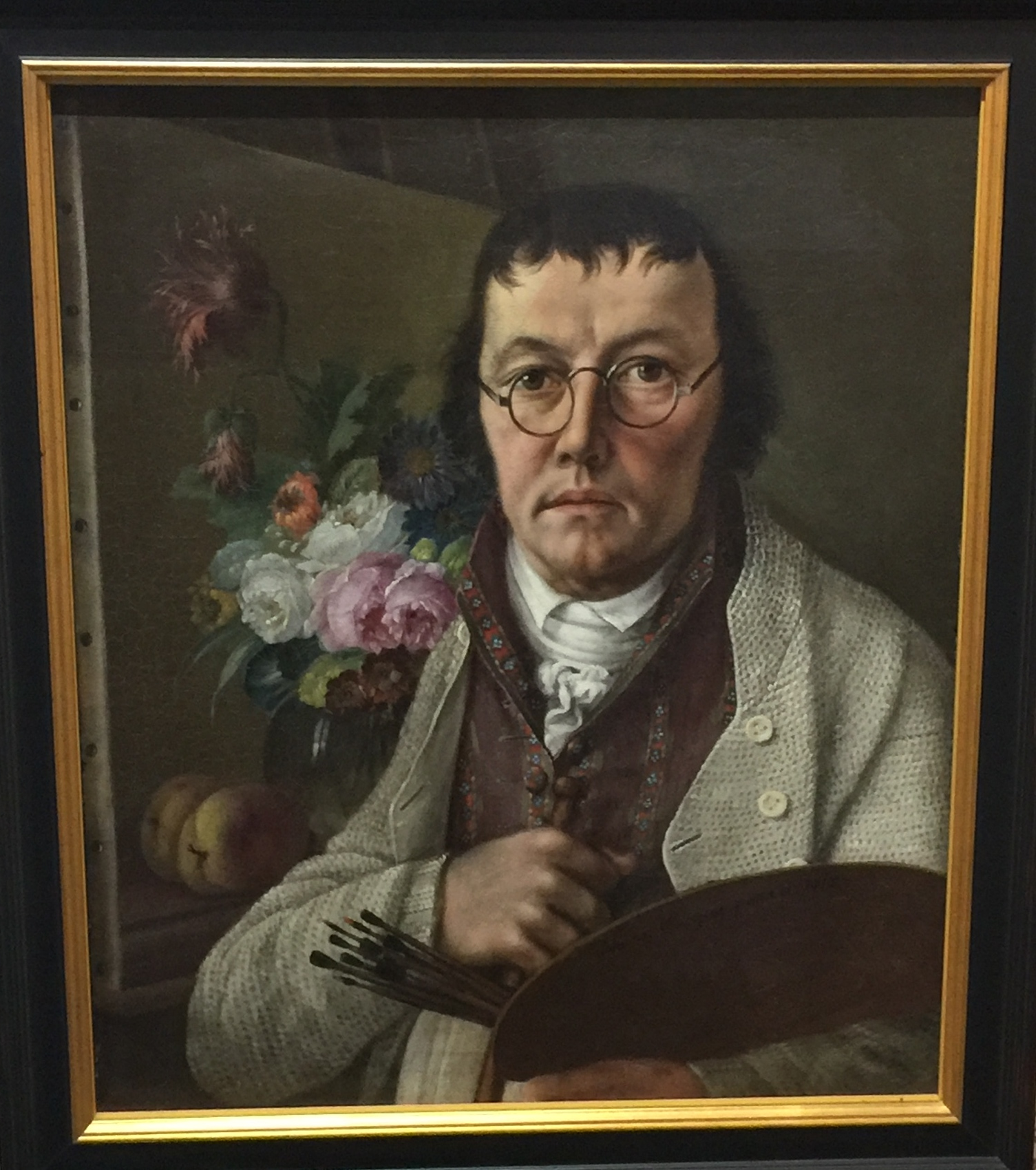
Johann Wurzer (Selbstporträt)

Johann Matthias Wurzer (* 1760 in Siegsdorf, Oberbayern; † 19. April 1838 in Salzburg) war ein österreichischer Maler aus Salzburg.
Wurzer kam 1776 im Alter von 16 Jahren nach Salzburg, wurde Lehrling beim Maler Franz Karl Zircher (1741–1793) und blieb bei ihm bis 1782.
Der Gurker Fürstbischof Franz II. Xaver von Salm-Reifferscheidt-Krautheim, der Zircher beschäftigte, erkannte die Begabung des jungen Wurzer und sandte ihn an die Akademie der bildenden Künste Wien, wo Wurzer beim Blumenmaler Johann Baptist Drechsler die Blumen- und Fruchtmalerei erlernte. Nach dem neunjährigen Studium wurde er vom Fürsten Salm nach Klagenfurt berufen, wo er sechs bis sieben Jahre verblieb, beschäftigt mit der Aufnahme der Pflanzen der dortigen und der benachbarten Alpengegenden.
Um 1795 kehrte Wurzer nach Salzburg zurück, wo er 1797 das Bürgerrecht erwarb. Er heiratete die Gärtnerstochter aus Gnigl, Theresia Starchl.
Er malte hauptsächlich Blumen- und Fruchtstillleben sowie auch Landschaften. Daneben erteilte er Malunterricht. Zu seinen Schülern gehörten u. a. Georg Pezolt und Anton Reiffenstuhl.

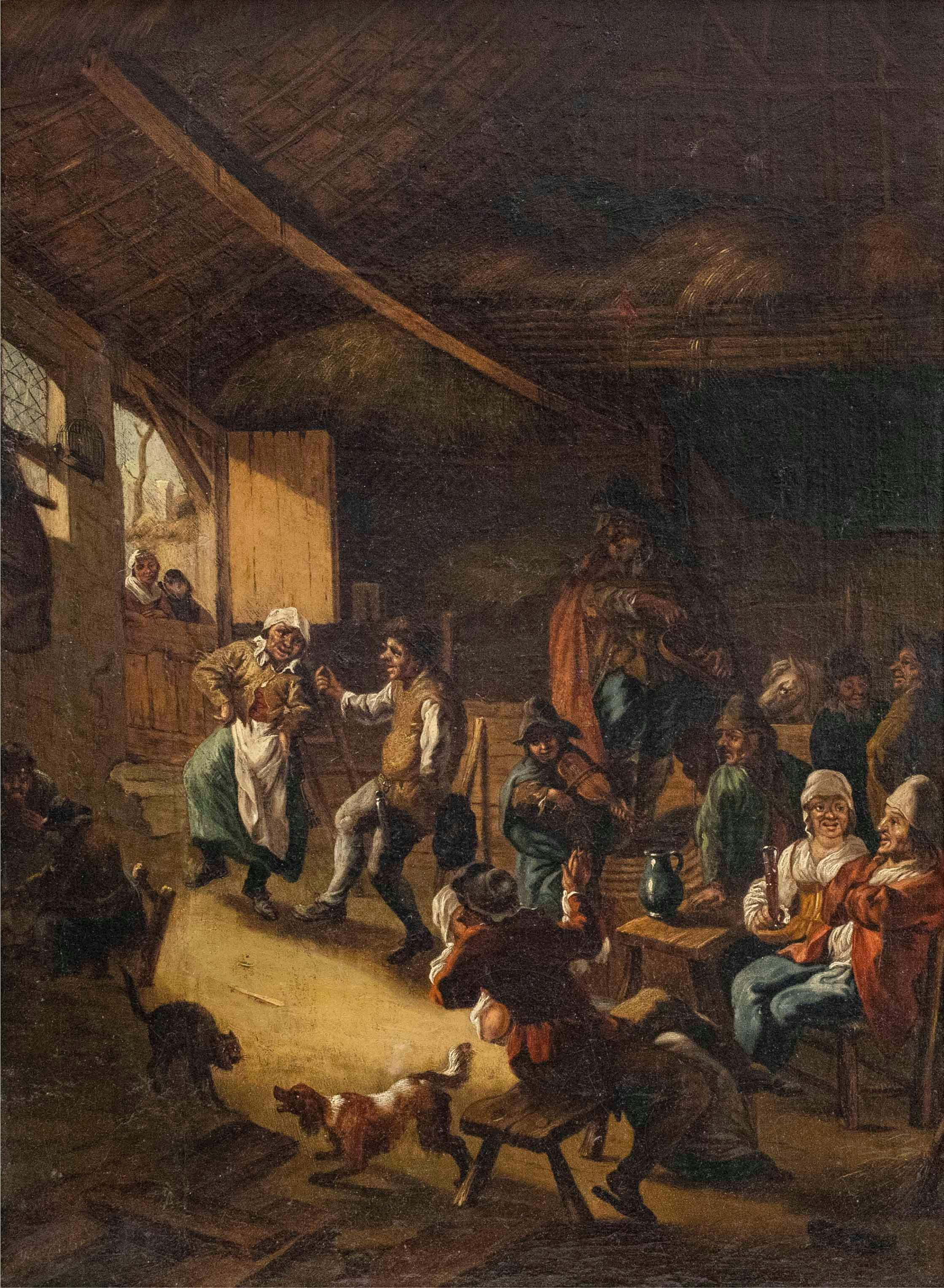
Tanz im Stall
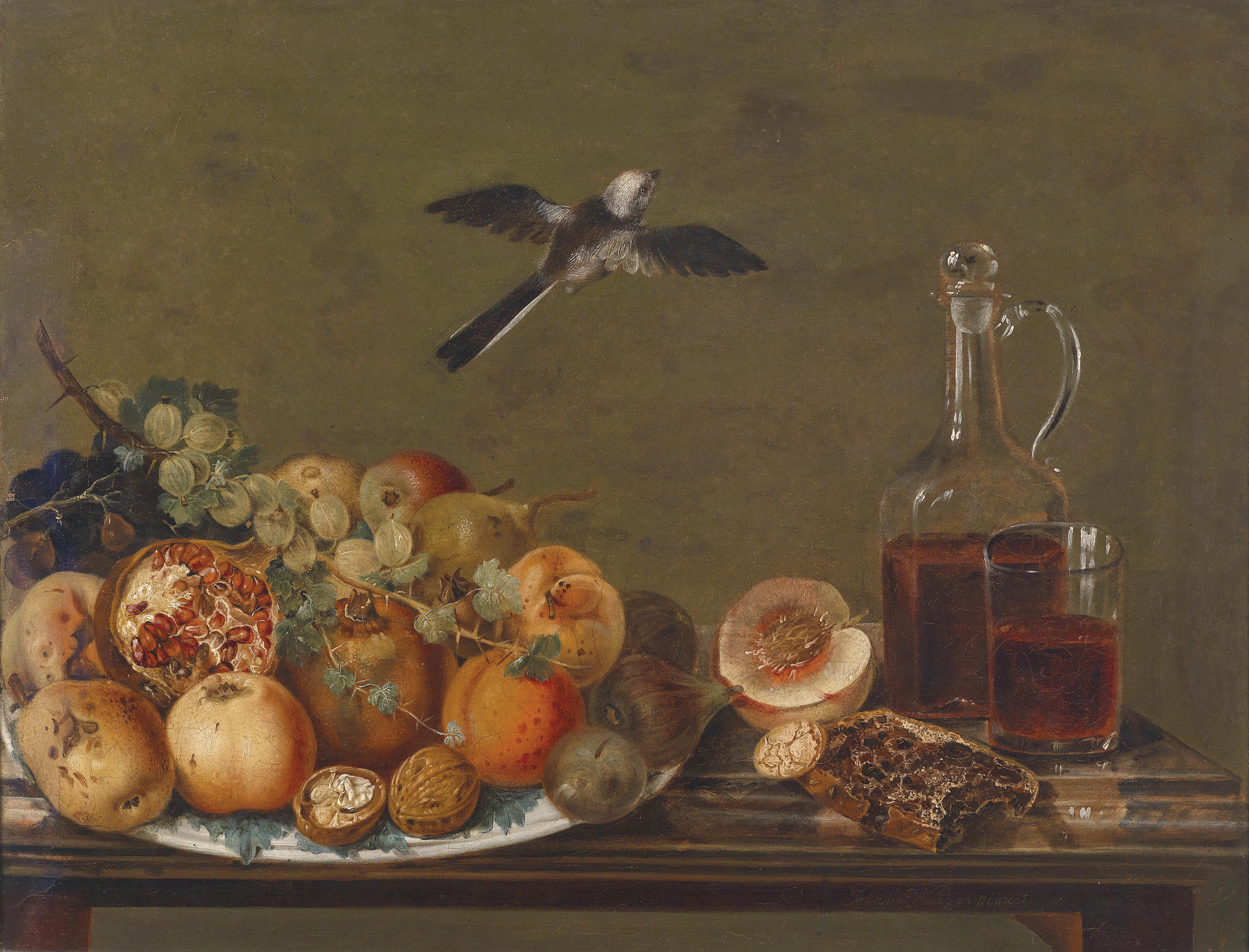
Stillleben mit Feigen und Äpfeln
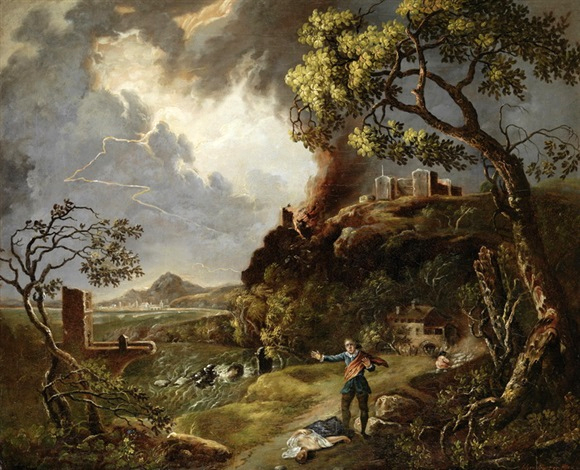
Gewitterlandschaft
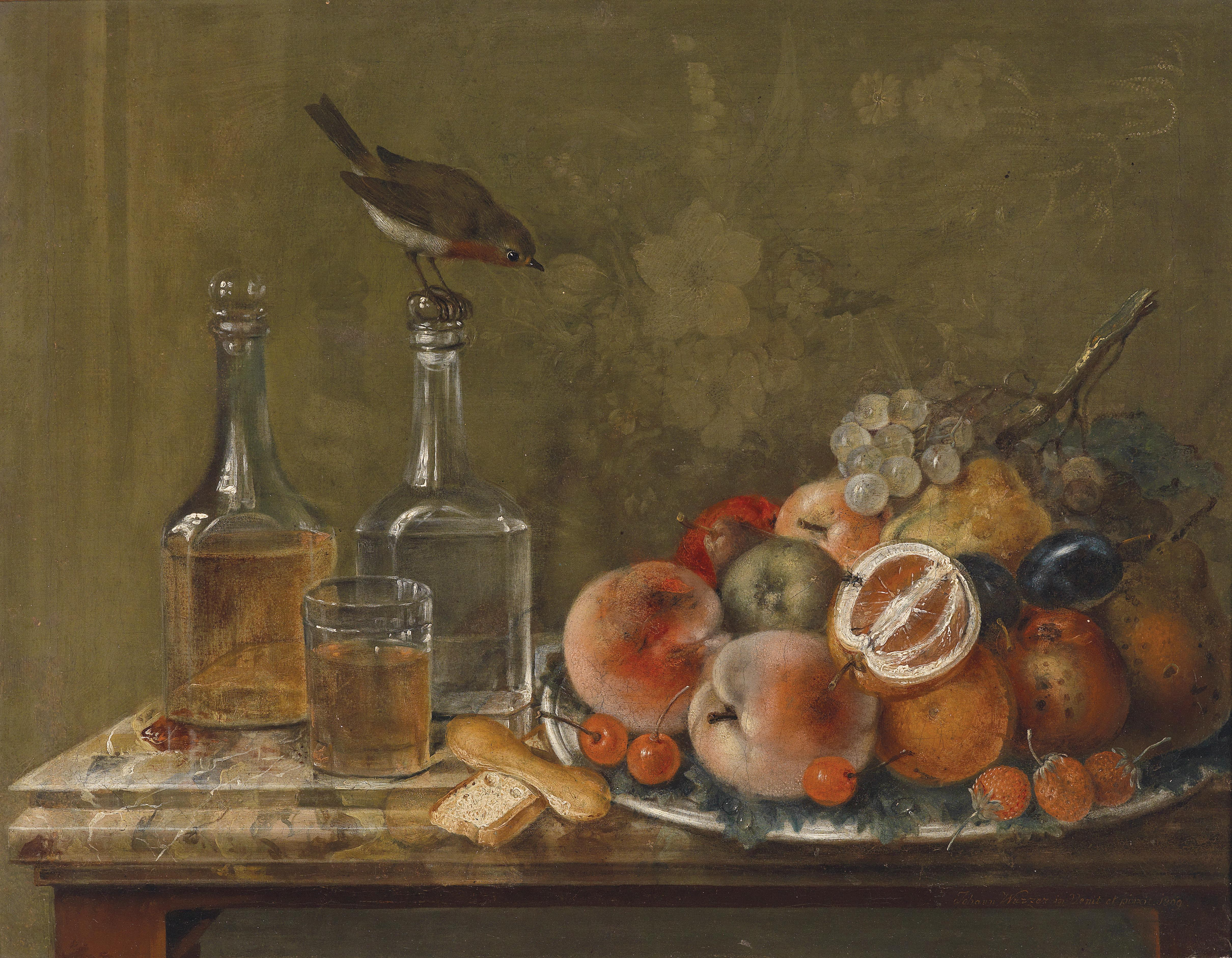
Stillleben mit Früchten und Glaskaraffen
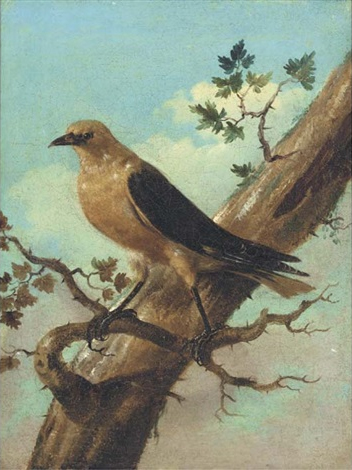
Vogel auf einem Ast